# The Hepworth Wakefield

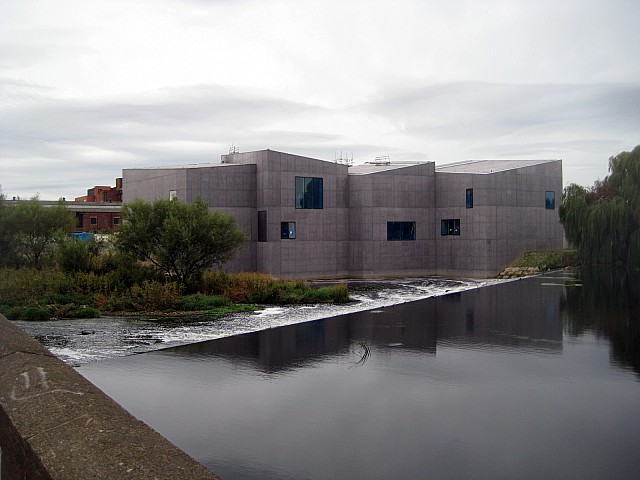
The Hepworth Wakefield

The Hepworth Wakefield ist ein im Mai 2011 in Wakefield, West Yorkshire, England eröffnetes, neu gebautes Kunstmuseum. Das Gebäude wurde von dem englischen Architekten David Chipperfield geplant. Die Baukosten betrugen ca. 35 Millionen Pfund Sterling und wurden durch Mittel des Heritage Lottery Fund, aus staatlichen und städtischen Zuschüssen, des Europäischen Fonds für regionale Entwicklung und von privaten Spendern aufgebracht.

## Bauwerk
Der Museumsbau besteht aus zehn trapezförmigen Blöcken, die eng aneinander gestellt wurden und unmittelbar am Wasser liegen. Die Blöcke sind mit einer bräunlich-silbrigen Betonverkleidung versehen, die das Grau der alten Industrie- und Handelsstadt wiederzugeben scheint. Die Lage am alten Binnenhafen weist auf die früheren Getreidemühlen des Industriezeitalters in Wakefield hin.
Im Inneren wird das Obergeschoss durch Aussparungen im Dach beleuchtet, die eine indirekte Beleuchtung der Räume ermöglichen. Beim schleifenförmigen Rundgang durch die Galerie eröffnen Fenster einen Blick auf die Landschaft und die Hügel Yorkshires.
Das Museum wurde 2012 vom Royal Institute of British Architects als Regional Building of the Year ausgezeichnet.

## Sammlung
Im Museum stehen 1.600 m² Ausstellungsfläche zur Verfügung. Es werden dort unter anderem 44 Modelle aus Kunststoff und Aluminium der namensgebenden, aus Wakefield stammenden Bildhauerin Barbara Hepworth gezeigt.
Aus der Kunstsammlung der Stadt, die Werke aus der Zeit seit dem 16. Jahrhundert umfasst, werden Arbeiten von Henry Moore, der in der Nähe in Castleford geboren wurde, gezeigt. Ferner sollen Werke von Ben Nicholson, Graham Sutherland, Paul Nash, Jacob Epstein, Walter Sickert, Anthony Caro, Ivon Hitchens, L. S. Lowry und David Hockney ausgestellt werden. Es sind Ausstellungen über Gegenwartskunst und alte Kunst geplant. Im Rahmen einer Partnerschaft mit Plus Tate ist ein Austausch von Werken aus Beständen und Sammlungen anderer Museen vorgesehen.

## Ausstellungen
- 2014: Franz West: Where is My Eight?